# Genesia
Die Genesia (altgriechisch Γενέσια) waren im antiken Griechenland eine jährliche Totenfeier, die zu Ehren verstorbener Angehöriger gefeiert wurde. In Athen war Genesia zudem ein öffentliches chthonisches Totenfest.
Die privaten Feiern wurden ausschließlich in aristokratischen Familien gefeiert, bis Solon im Athen des 6. Jahrhunderts v. Chr. im Zuge seiner Reformen die Genesia zu einem staatlichen öffentlichen Fest erhob. Ob die Feiern ursprünglich an einem Gedenktag des Verstorbenen, wie dem Geburtstag, oder an einem in den Festkalender eingebetteten Termin stattfanden, lässt sich nicht sicher entscheiden, nach Solons Reform wurde das öffentliche Fest jedoch am 5. Boëdromion begangen. Im Hellenismus versiegen die inschriftlichen Zeugnisse über eine Reihe von attischen Festen, darunter auch die Genesia. Es wird davon ausgegangen, dass diese Feste mit der Verbreitung orientalischer Kulte in Griechenland immer weniger begangen und schließlich eingestellt wurden. Über den Ablauf des Festes ist lediglich überliefert, dass der chthonischen Göttin Ge Fruchtopfer dargebracht wurden.
Wegen einer Erwähnung des Festes bei Herodot und der Benennung mehrerer Monate verschiedener griechischer Kalender nach dem Fest – der Genesion des magnesischen, der Genesios des arkadischen und der Genetios des malischen Kalenders – wird ein gesamtgriechisches Fest angenommen.